# Паллаві Джоші
Паллаві Джоші (нар. 4 квітня 1969 р.) — індійська актриса, письменниця і продюсер. За свою кар'єру в кіно і на телебаченні Джоші отримала такі нагороди, як дві Національні кінопремії та номінацію на Filmfare Awards.
Народжена в Мумбаї в сім’ї маратхі, яка була театральними акторами, Джоші дебютувала у чотири роки з другорядною роллю у фільмі на хінді Naag Mere Sathi (1973). Після численних виступів у кіно в якості дитячої художниці, Джоші здобула визнання та визнання, коли вона наважилася в рух паралельного кіно, з ролями у таких фільмах, як; Бхуджангаяна Дашаватара (1988), Ріхаї (1988), Рукмаваті Кі Хавелі (1991) і Во Чокрі (1992), за які вона отримала Національну кінопремію – Спеціальну премію журі (ігровий фільм). Джоші також знялась в кількох комерційних фільмах, включаючи Insaaf Ki Awaaz (1986), Andha Yudh (1987), Mujrim (1989), Saudagar (1991), Panaah (1992). У першому з них вона була номінована на премію Filmfare Award за найкращу жіночу роль другого плану. Кар'єра Джоші ще більше розширилася з її відкриттям на телебаченні, отримавши похвалу та визнання серед таких шанованих шоу Doordarshan, як; Талааш (1992), Аарохан (1996-1997), Альпвірам (1998), Джастуджу (2002-2004). Останніми роками Джоші в основному співпрацювала зі своїм чоловіком, режисером Вівеком Агніхотрі, особливо для фільмів; «Ташкентські файли» (2019) і «Кашмірські файли» (2022), обидва з яких вона була спільним продюсером, і для першого отримала Національну кінопремію за найкращу жіночу роль другого плану.

## Кар'єра

### Фільми, визнання та відзнаки критиків
Джоші почала виступати на сцені в ранньому віці. Вона знімалася у таких фільмах, як Бадла та Адмі Садак Ка, як дитина-художниця. Вона зіграла сліпу дитину, яка реформує горезвісного гангстера у фільмі «Дада» (1979). У 1980-х і на початку 1990-х вона знімалася в таких художніх фільмах, як «Рукмаваті Кі Хавелі », «Сурадж ка Сатван Года », «Трішагні» (1988), «Ванчіт», «Бхуджангайяна Дашаватара» (1991) та «Ріхаї» . Вона також грала другорядні ролі як сестра або подруга героїні в комерційних великобюджетних фільмах, включаючи Саудагар, Панаа, Техельку та Муджрім . Вона була номінована на «Кращу жіночу роль другого плану» на Filmfare Awards за роль дівчини-інваліда у фільмі «Андха Юд» (1988). Вона отримала спеціальний приз журі на 41-й Національній кінопремії за фільм « Во Чокрі » (1992).   Вона також з'явилася в ролі Кастурби Ганді у фільмі Шьяма Бенегала « Створення Махатми » (1995). Вона зіграла з Мадхаваном у трилері під назвою Yeh Kahaan Aa Gaye Hum, який був раптово зупинений.
Джоші також працювала в регіональних фільмах. Вона зіграла головну героїню «Шанту» у визнаному критиками малаяламському фільмі «Ілайум Муллум» (1994), режисера К. П. Сасі, і ключову роль у фільмі на каннада « Бхуджангаяна Дашаватхара» (1991) у постановці та режисерці Локеш . Вона також зіграла головну роль у фільмі Маратхі « Ріта » режисера Ренуки Шахане .

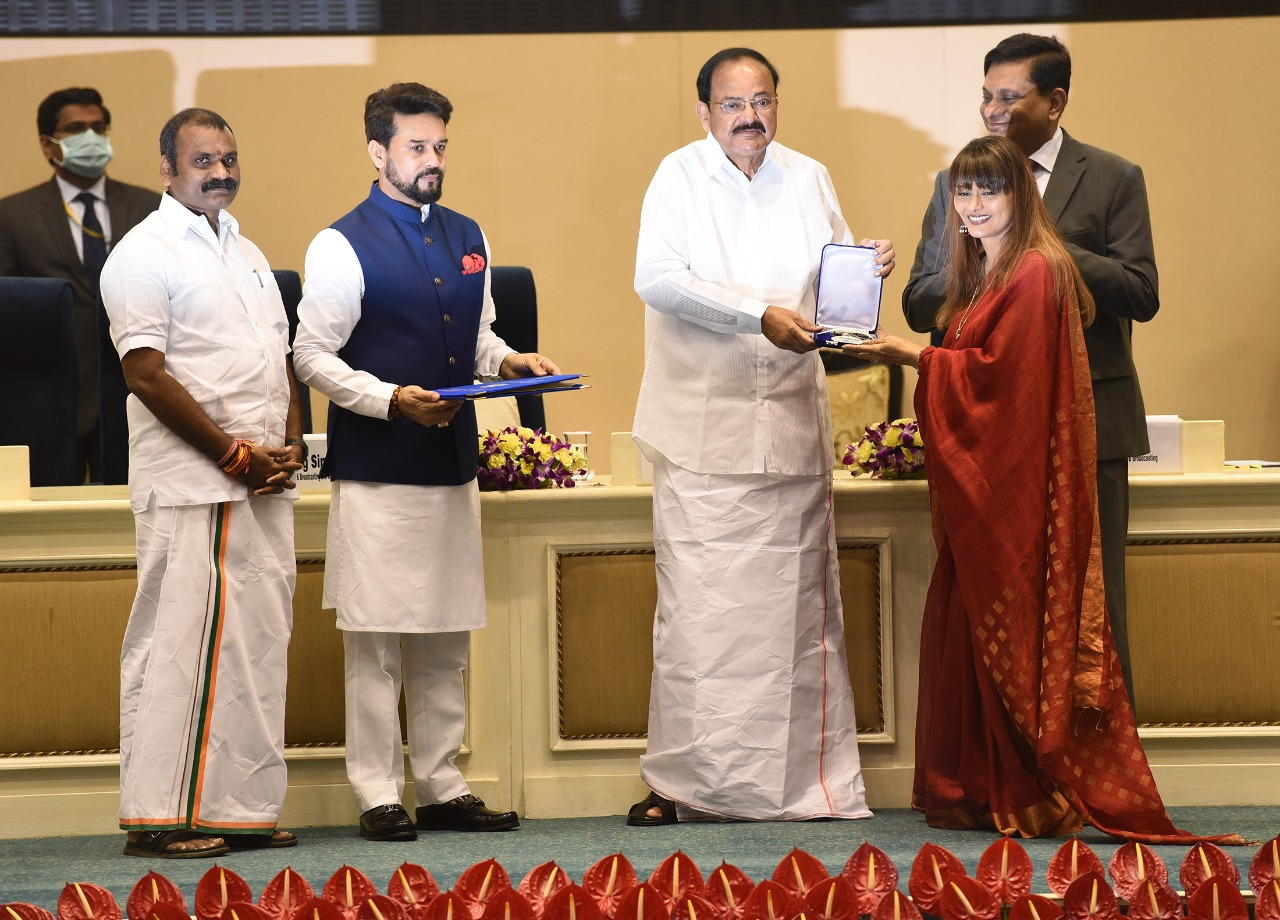
Джоші на 67-й церемонії вручення Національної кінопремії в Нью-Делі 25 жовтня 2021 року.

Вона також є лауреатом премії Excellence In Cinema Award на 7-му Глобальному кінофестивалі в Нойді. Вона отримала нагороду за найкращу жіночу роль другого плану на 67-й Національній кінопремії за роль у фільмі «Ташкентські файли» (2019).  У 2022 році вона знялася в режисерському фільмі Вівека Агніхотрі «Кашмірські файли», в якому зіграла роль професора Радхіки Менона. Джоші була номінована як член Інституту кіно і телебачення Індії, але вона відмовилася зайняти цю посаду через протест студентів проти призначення актора і члена BJP Гаджендра Чаухана головою керівної ради інституту. 

### Телебачення, хостинг та інша робота
Джоші ввела телевізійне співоче реаліті-шоу Sa Re Ga Ma Pa Marathi L'il Champs на Zee Marathi . Вона також з'явилася як ведуча Зі Антакшарі та Зі Са Ре Га Ма Па Маратхі Л'іл Чамп .  Вона також зняла кілька епізодів Rishtey, які транслювали на Zee TV протягом 1999 та 2001 років. Її телевізійні виступи включають Містер Йогі, Бхарат Ек Ходж, Джастаджоо, Альпвірам, Мріганаяні, Талаш та Імтіхан, а її найвідомішим серіалом Доордаршан був Аарохан, молодіжний серіал, заснований на флоті . Justajoo був щотижневим серіалом на Zee TV у 2002 році, в якому також знялися Харш Чхая та Арпіта Панді .     Джоші також є продюсером серіалів на маратхі та створила серіали, зокрема Asambhav та Anuband на Zee Marathi .

## Особисте життя
Одружена з індійським режисером Вівеком Агніхотрі і має двох дітей. Сестра дитячого актора Майстра Аланкара (Джоші).

## Фільмографія
- 2022 Кашмірські файли як професор Радхіка Менон
- 2019 «Ташкентські файли» як Айша Алі Шах
- 2017 Грахан у ролі Рами
- 2017 Пешва Баджірао в ролі Тарабая
- 2016 Будда в пробці
- 2015-16 Мері Авааз Хай Пехчаан Хай (серіал)
- 2013 Прем Мхандже Прем Мхандже Прем Аста
- 2009 Рита в ролі Рити
- 2004 Kkehna Hai Kuch Mujhko (серіал)
- 2002 Justajoo (серіал)
- Шоколад, 1999 (телефільм)
- 1998 Альпвірам — Амріта
- 1996 Yeh Kahan Aa Gaye Hum (серіал)
- 1996 Створення Махатми в ролі Кастурби Ганді
- 1996 Аарохан (Піднесення) (серіал)
- 1995 <i id="mw4g">Імтіхан</i> (телешоу)
- 1994 Вох Чокрі (телефільм) у ролі Афсари / Дуларі / Тунні
- 1994 Ilayum Mullum як Санта - малаялам
- 1994 Insaniyat як Munni
- 1993 Сурадж Ка Сатван Года — Лілія
- 1993 Мері П'ярі Німмо
- 1993 Jeevan Mrityu Назва шоу Zee Horror Show
- 1992 Талааш (телешоу)
- 1992 Тахалка — Джулі
- 1992 Прия
- 1992 Панах у ролі Мамти
- 1992 Mangni
- 1991 Рукмаваті Кі Хавелі
- 1991 Джуті Шаан — Кавері
- 1991 Саудагар — Амла
- 1991 Бхуджангаяна Дашаватара | каннада
- 1991 Мріняні (серіал)
- 1990 Кроад — Сальма А. Хан
- 1990 Ванчіт
- 1989 Містер Йогі (серіал) у ролі нареченої
- 1989 Муджрім — Сунанда Бозе
- 1989 Даата як Шанті
- 1989 Гуру Дакшина
- 1988 Трішагні в ролі Іті
- 1988 Андха Юдх
- 1988 Ріхаї (Особлива поява)
- 1988 Агент 777
- 1988 Subah Hone Tak
- 1987 — Андха Юдх — Сародж
- 1985 Сусман — Чинна
- 1987 Тертем у ролі Срідеві
- 1986 Інсааф Кі Авааз
- 1986 Амріт — Суніта Саксена/Шривастав
- 1985 Дікрі Чхалі сасаріє (гуджараті)
- 1985 Ванчіт
- 1984 Hum Bachhey Hindustan Ke (дитячий артист)
- 1981 Хун Кі Таккар (дитячий артист)
- 1980 Аллах На Отле (гуджараті)
- 1980 Мохаббат
- 1979 Парах
- 1979 Дада — Муні (дитячий артист)
- 1978 Чхота Баап
- 1978 Маді На Джаая (гуджараті)
- 1977 Адмі Садак Ка — Пінкі (дитячі художники)
- 1977 Чор Кі Дадхі Майн Тінка
- 1977 Дост Асаава Тар Аса (маратхі)
- 1977 Анкх Ка Тара
- 1977 Дівчина мрії — Паллаві (дитячий артист)
- 1977 Даку Аур Махатма
- 1977 Маа Дікрі (гуджараті)
- 1976 Хамма Мара Віра (гуджараті)
- 1976 рік Ракшабандхан
- 1976 Бадла (маратхі)
- 1973 Naag Mere Sathi
- Санді Антакшарі, 2 сезон (ведучий) на Zee TV повернувся для індійського ідола Чахат Аур Нафрат Сезони 2 2022 та 2023 років